# Memristor
Símbolo do memoristor
Um memoristor (do inglês "memory resistor" ou, em português, resistor com memória) é um componente eletrônico passivo de dois terminais que mantém uma função não-linear entre corrente e tensão. Essa função, conhecida como memresistance (em português, memoristência), é similar a uma função de  resistência variável. Alguns memoristores específicos provêm resistência controlável, mas não estão disponíveis comercialmente. Alguns componentes eletrôncios, tais como baterias ou varistores também apresentam características de memoristores, mas são sutis e não são dominantes em seu comportamento.
O memoristor é considerado o quarto componente eletrônico passivo. Da mesma forma que para o resistor, o capacitor e o indutor, a definição do memoristor pode ser dada por variáveis fundamentais da Eletrônica, tais como corrente, tensão, carga elétrica e fluxo magnético. No entanto, ao contrário dos outros três elementos que são lineares e invariantes ao tempo, o memoristor é não-linear e pode ter forma de grande variedade de funções de carga variáveis ao tempo. Não existe, assim, um memoristor genérico: cada memoristor pode ser desenvolvido para desempenhar uma determinada função não-linear entre a integral da tensão e a integral da corrente. Um memoristor linear e invariante ao tempo é simplesmente um resistor convencional.
A teoria do memoristor foi formulada Leon Chua num artigo de 1971.
Chua extrapolou a simetria conceitual que existe entre resistor, indutor e capacitor, e inferiu
a existência do memoristor como um componente fundamental na teoria dos circuitos. Outros cientistas já tinham previsto características não-lineares similares aos do memoristor, mas a teoria de Chua foi a primeira a criar generalização do conceito.
No dia 30 de abril de 2008, uma equipe dos laboratórios da HP anunciaram a construção de um memoristor. Usando técnicas de nanotecnologia, construíram uma matriz de memoristores num finíssimo filme de dióxido de titânio.
Esses componentes já estão sendo desenvolvidos para aplicações em memórias nanoeletrônicas e arquiteturas de computadores neuromórficos.

## Teoria

Outro símbolo do Memoristor.

O memoristor é formalmente definido como um elemento elétrico de dois terminais no qual o fluxo magnético Φm entre seus terminais é função do total de carga elétrica q que passa pelo componente. Cada memoristor é caracterizado por uma função que descreve a variação do fluxo magnético com a carga.
{\displaystyle M(q)={\frac {\mathrm {d} \Phi _{m}}{\mathrm {d} q}}}
Pela Lei de Faraday, notamos que fluxo magnético é simplesmente a integral da tensão no tempo t, enquanto que carga elétrica a integral da corrente no tempo t. Dessa forma, podemos escrever a equação anterior de forma mais adequada:
{\displaystyle M(q(t))={\cfrac {\cfrac {\mathrm {d} \Phi _{m}}{\mathrm {d} t}}{\cfrac {\mathrm {d} q}{\mathrm {d} t}}}={\frac {V(t)}{I(t)}}}
Disso pode-se inferir que a memória-resistência é uma resistência elétrica dependente da carga. Se M(q(t)) é constante, então obtemos a Lei de Ohm R(t) = V(t)/ I(t). Se M(q(t)) é não-trivial, contudo, a equação não equivalente à lei invariante de resistência, pois q(t) e M(q(t)) variam com o tempo. Reescrevendo a equação, obtemos:
{\displaystyle V(t)=\ M(q(t))I(t)}
Essa equação mostra que a memória-resistência define uma relação linear entre corrente e tensão, dado que a carga permeça invariável. Evidentemente, uma corrente maior que zero implica numa carga q variante com o tempo. Assim, o memoristor permanece estático se não houver corrente. Se I(t) = 0, temos V(t) = 0 e M(t) é constante. Essa é a essência do efeito memória-resistência.
No caso de corrente alternada, constata-se a mesma dependência linear entre V e I: não se verifica grande variação de carga no memoristor.
A potência característica do memoristor é calculada da seguinte forma:
{\displaystyle P(t)=\ I(t)V(t)=\ I^{2}(t)M(q(t))}
Assim é que, quando M(q(t)) varia pouco, como por exemplo sob corrente alternada, o memoristor parecerá um simples resistor. Se M(q(t)) aumenta rapidamente, no entanto, corrente e potência tenderão à zero.

### Fluxo magnético em um componente eletrónico passivo
Na teoria do circuito, corrente magnética Φm tipicamente se relaciona à Lei da indução de Faraday, onde a voltagem, em termos de potencial de campo elétrico ganho  ao redor de um solenóide (força eletromotriz) equivale a derivada negativa do fluxo através do solenóide:
{\displaystyle {\mathcal {E}}={\frac {-\mathrm {d} \Phi _{\mathrm {m} }}{\mathrm {d} t}}}
Essa noção pode ser estendida por analogia para um simples componente eletrônico passivo (vamos chamar de CEP para facilitar). Se o circuito é composto de CEPs passivos, então a corrente total é igual à soma de componentes do fluxo devido a cada dispositivo. Por exemplo, um solenóide de fio simples com baixa resistência terá alta articulação de corrente para um campo aplicado à medida que uma pequena corrente é "induzida" na direção oposta. Voltagem para dispositivos passivos são avaliadas em termos de energia "perdida" por uma unidade de carga:
{\displaystyle V={\frac {\mathrm {d} \Phi _{\mathrm {m} }}{\mathrm {d} t\,}}}
{\displaystyle \Phi _{\mathrm {m} }=\int V\mathrm {d} t}
Observando que Φm é simplesmente igual à integral do potencial perdido entre dois pontos, conclui-se que pode ser facilmente calculado, por exemplo por um amplificador operacional configurado como um integrador.
Tal componente é uma junção entre a capacidade resistiva dos resistores e a memorização das memórias.